# Alam Ara
Alam Ara (en hindi: आलम आरा, traducido como El ornamento del mundo) es una película india de 1931 dirigida por Ardeshir Irani. Fue la primera película sonora producida en la India.
Irani reconoció la importancia que el sonido tendría en el cine, y corrió para completar Alam Ara antes que varias películas sonoras contemporáneas. Alam Ara debutó en el Majestic Cine en Mumbai (entonces Bombay) el 14 de marzo de 1931. La primera película sonora India fue tan popular que "la ayuda policial tuvo que ser convocada para controlar las multitudes."
La película ha estado perdida durante mucho tiempo y no estuvo disponible hasta 1967 según el Archivo de Película Nacional de India, Pune.

## Trama

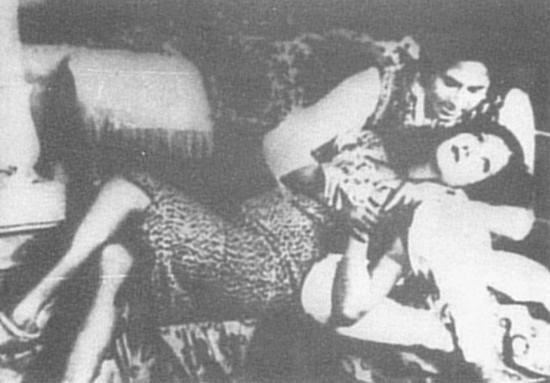
Alam Ara inmóvil

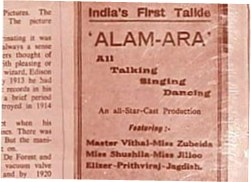
Anuncio de periódico de Alam Ara, 1931

La película es una historia de amor entre un príncipe y una chica gitana, basado en una obra de Parsi  escrita por Joseph David. David sirvió como escritor en la compañía cinematográfica iraní.  Se centra en una historia imaginaria, de una histórica familia real de Kumarpur. Los personajes principales son el rey y sus dos mujeres en guerra, Dilbahar y Naubahar. Su rivalidad se intensifica cuando un fakir predice que Navbahar llevará al heredero del rey.
Dilbahar, en un ataque, trata de tener un romance con el primer ministro del reino, el General Adil (Prithviraj Kapoor). El romance se complica y un vengativo de Dilbahar la encarcela y exilia a su hija, Alam Ara (Zubeida). En el exilio, Alam Ara es educada por gitanos. A su regreso al palacio en Kumarpur, Alam Ara conoce y se enamora del príncipe joven encantador (Master Vithal). Al final, Adil es liberado, Dilbahar es castigada y los amantes se casan.

## Reparto

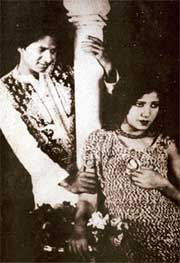
Master Vithal y Zubeida en Alam Ara, 1931.

- Maestro Vithal
- Zubeida como Alam Ara
- Jillo

## Importancia

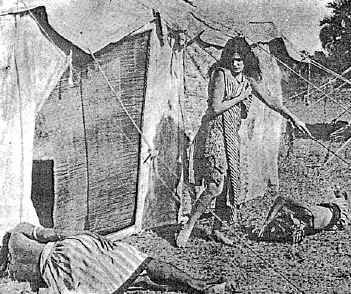
Una escena de Alam Ara

Tanto la película como su música tuvieron un gran éxito, incluyendo la canción de éxito "De de khuda ke naam per",  que fue también la primera canción del cine indio. Fue cantado por el actor Wazir Mohammed Khan quien interpretó al fakir en la película. Ya que el canto reproducido aún no había comenzado en el cine indio, fue grabado en vivo con acompañamiento musical del armonio y la tabla.
La película marcó el comienzo de la música filmi en el Cine de India, como señaló el director de la película Shyam Benegal dijo, "no era sólo una película sonora. Era una película que hablaba y cantaba con más canto y menos habla. Tenía un número de canciones y eso realmente estableció la plantilla para el tipo de películas que se hicieron más tarde". De hecho, la película de 1932 Indrasabha tuvo un agobiante de 71 canciones en él.

## Producción
Ardeshir Irani manejó el departamento de grabación de sonido, utilizando el Sistema de Sonido Tanar. Fue filmado con el Tanar cámara de sistema único, el cual grabó sonido directamente sobre la película.  Ya que no había estudios insonorizados disponibles en el momento, el rodaje se realizó principalmente por la noche, para evitar ruidos diurnos, con los micrófonos escondidos cerca de los actores.

## Influencias
La película fue inspirada por Show Boat (1929), realizado por Universal Pictures. Fue la primera y en parte dependiente de la versión cinematográfica de Jerome Kern del musical de Broadway Show Boat, el cual era adaptado de la novela de 1926 con el mismo nombre por Edna Ferber. No se conoce ninguna copia de la película hoy. Los Archivos Nacionales de la India dicen que no poseen una imprenta y no pudieron localizar desde 1967. Se informó erróneamente que las últimas grabaciones conocidas, en los archivos de Pune, fueron dañados por un incendio en 2003, cuando en realidad ninguna copia fue poseída por el archivo de la película.  Según P.K. Nair, director fundador de los Archivos de Película Nacionales de India (NFAI), Pune, “El informe de que Alam Ara fue destruido en el NFAI es incorrecto"

## Banda sonora

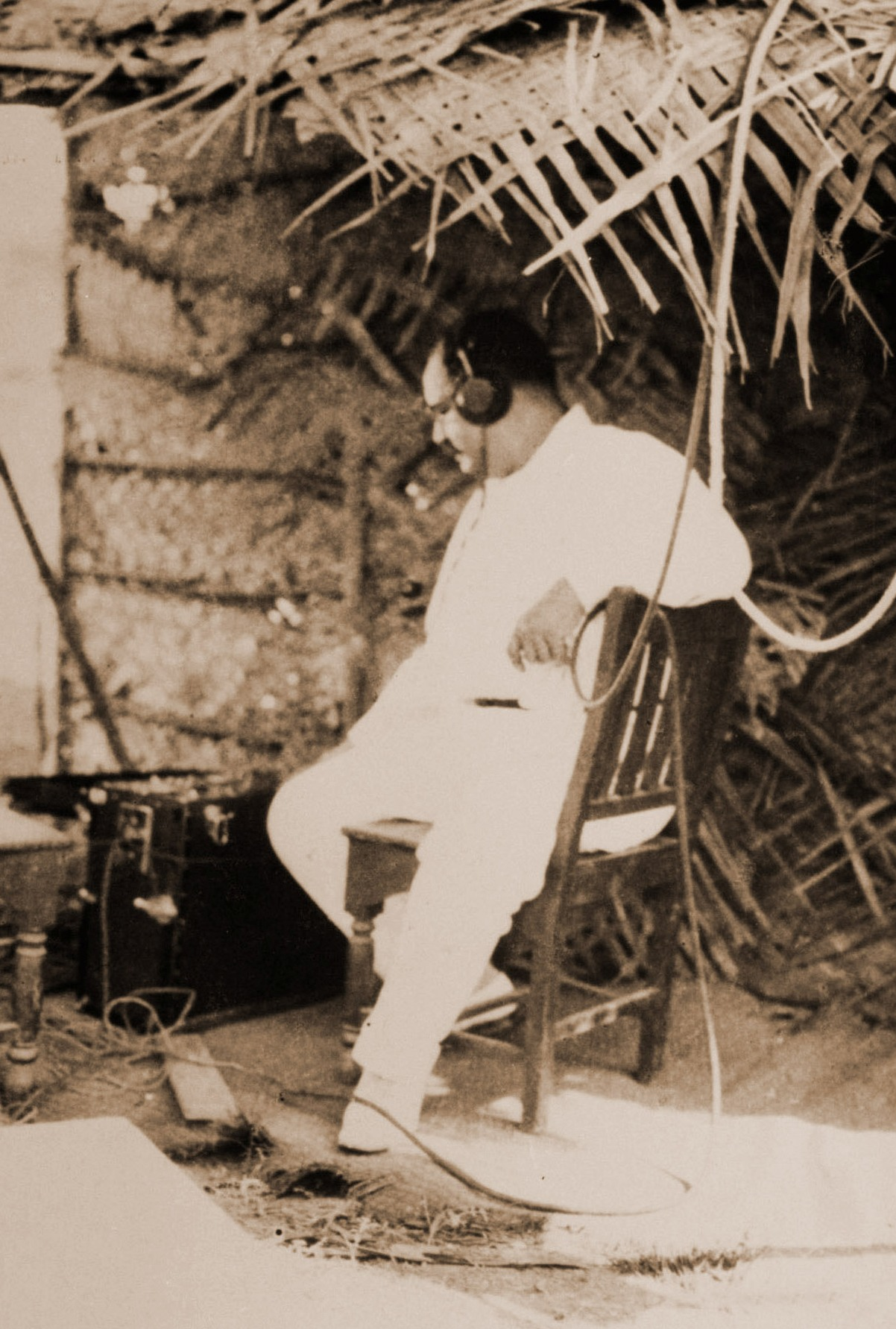
Ardeshir Irani Registro Alam Ara, 1931

La película tenía música de Ferozshah M. Mistri y B. Irani, y tuvo siete canciones:
- "De de khuda ke naam pe", Wazir Mohammed Khan
- "Badla Dilwayega Ya Rabb", Zubeida
- "Rutha Hai Asman Engoma ho gaya mahatab", Jillu
- "Teri Kaatil nigahon ne mara"
- "De dil ko aaram Sí saki gulfam"
- "Bhar bhar ke Mermelada pila ja sagar ke chalane bala"
- "Daras bina Yegua hai tarse naina pyare"

## Legado
Google celebra el 80.º aniversario de la liberación de la película mediante Google Doodle el 14 de marzo de 2011.